# Derlis Gómez
Derlis Gómez (2 de novembre de 1972) és un futbolista paraguaià.

## Selecció del Paraguai
Va formar part de l'equip paraguaià a la Copa del Món de 2006.